# Ratholo
Ratholo – wieś w Botswanie w dystrykcie Central. Według spisu ludności z 2011 roku wieś liczyła 2236 mieszkańców.